# Copa de la Unión Regional Deportiva 2022
La Copa de la Unión Regional Deportiva 2022, denominada oficialmente «Copa Juan Triszcz», es la primera edición del certamen oficial de fútbol programado para culminar el año calendario tras la 15.ª temporada de la unión de ligas que organiza la Liga Tandilense de Fútbol, que cuenta con equipos afiliados a ésta, junto con aquellos nucleados por la Liga Ayacuchense de fútbol, la Liga Rauchense de fútbol y la Liga Juarense de fútbol, que comenzará a desarrollarse el 4 de noviembre de 2022, inmediatamente después de la finalización de la URD 2022.

## Equipos participantes
La disputan los 22 equipos que participaron de la temporada regular, divididos en primera instancia por ubicación geográfica, luego mérito deportivo en la tabla general de las categorías A y B temporada 2022 y, por último, sorteo.
| #  | Ciudad             | Equipos |
| -- | ------------------ | --- |
| 11 | Tandil             | Defensores del Cerro (B), Deportivo Tandil (B), Excursionistas (B), Ferrocarril Sud (A), Gimnasia y Esgrima (A), Grupo Universitario (B), Independiente (A), San José (B), Santamarina (A), UNICEN (A), Unión y Progreso (B) |
| 4  | Ayacucho           | Ateneo Estrada (B), Atlético Ayacucho (A), Defensores (A), Sarmiento (A) |
| 3  | Rauch              | Botafogo (B), Deportivo Rauch (A), San Lorenzo (B) |
| 2  | Benito Juárez      | Argentino (B), Juarense (A) |
| 1  | Villa Cacique      | Loma Negra (A) |
| 1  | María Ignacia Vela | Velense (A) |

### Zonas geográficas
| Zona A Ayacucho                                                           | Zona B Rauch                               | Zona C Sur                                    | Zona D Tandil 1                                              |
| ------------------------------------------------------------------------- | ------------------------------------------ | --------------------------------------------- | ------------------------------------------------------------ |
| - Atlético Ayacucho - Sarmiento - Defensores de Ayacucho - Ateneo Estrada | - Botafogo - Deportivo Rauch - San Lorenzo | - Velense - Loma Negra - Juarense - Argentino | - Independiente - Defensores del Cerro - Grupo Universitario |

| Zona E Tandil 2                                                          | Zona F Tandil 3                                        |
| ------------------------------------------------------------------------ | ------------------------------------------------------ |
| - Gimnasia y Esgrima - Santamarina - Deportivo Tandil - Unión y Progreso | - UNICEN - Ferrocarril Sud - Excursionistas - San José |

## Fase de grupos

### Zona A
| Equipo                 | Pts. | PJ | PG | PE | PP | GF | GC | DG |
| ---------------------- | ---- | -- | -- | -- | -- | -- | -- | -- |
| Sarmiento              | 3    | 1  | 1  | 0  | 0  | 4  | 1  | 3  |
| Atlético Ayacucho      | 1    | 1  | 0  | 1  | 0  | 2  | 2  | 0  |
| Defensores de Ayacucho | 1    | 1  | 0  | 1  | 0  | 2  | 2  | 0  |
| Ateneo Estrada         | 0    | 1  | 0  | 0  | 1  | 1  | 4  | -3 |

|  | Clasificados a los cuartos de final.         |
|  | Clasificados a la primera fase eliminatoria. |
|  | Eliminado de la competición.                 |

Partidos
| Fecha 1 7 de noviembre de 2022, 19:00 | Atlético Ayacucho               | 2:2 (2:0) | Defensores                                                     | José A. Barbieri, Ayacucho   |                              |
|                                       | - Maximiliano Fernández 23' 30' |           | - José Pinto 47' - Enzo Noguera 69' - Federico Rodríguez 90+4' | Árbitro(s): Jonathan Peralta | Árbitro(s): Jonathan Peralta |

| Fecha 1 7 de noviembre de 2022, 21:30 | Ateneo Estrada        | 1:4 (1:1) | Sarmiento                                                             | José A. Barbieri, Ayacucho |                           |
|                                       | - Ulises Colavita 15' |           | - Luciano Lorenzo 37' - Nicolás De la 50' 82' - Andrés Arrascaete 75' | Árbitro(s): Gonzalo López  | Árbitro(s): Gonzalo López |

### Zona B
| Equipo          | Pts. | PJ | PG | PE | PP | GF | GC | DG |
| --------------- | ---- | -- | -- | -- | -- | -- | -- | -- |
| Botafogo        | 3    | 1  | 1  | 0  | 0  | 4  | 0  | 4  |
| Deportivo Rauch | 0    | 0  | 0  | 0  | 0  | 0  | 0  | 0  |
| San Lorenzo     | 0    | 1  | 0  | 0  | 1  | 0  | 4  | -4 |

|  | Clasificados a los cuartos de final.         |
|  | Clasificados a la primera fase eliminatoria. |
|  | Eliminado de la competición.                 |

Partidos
| Fecha 1 5 de noviembre de 2022, 17:00 | San Lorenzo | 0:4 (0:3) | Botafogo                                                                          | La Fortaleza, Rauch           |                               |
|                                       |             |           | - Fermín Fuentes Loray 11' 38' - Tomás Falabella Zuraide 17' - Emanuel Torres 50' | Árbitro(s): Luciano Caballero | Árbitro(s): Luciano Caballero |

### Zona C
| Equipo     | Pts. | PJ | PG | PE | PP | GF | GC | DG |
| ---------- | ---- | -- | -- | -- | -- | -- | -- | -- |
| Loma Negra | 4    | 2  | 1  | 1  | 0  | 3  | 1  | 2  |
| Velense    | 2    | 2  | 0  | 2  | 0  | 2  | 2  | 0  |
| Juarense   | 2    | 2  | 0  | 2  | 0  | 2  | 2  | 0  |
| Argentino  | 1    | 2  | 0  | 1  | 1  | 1  | 3  | -2 |

|  | Clasificados a los cuartos de final.         |
|  | Clasificados a la primera fase eliminatoria. |
|  | Eliminado de la competición.                 |

Partidos
| Fecha 1 6 de noviembre de 2022, 17:00 | Argentino | 0:2 (0:2) | Loma Negra                            | Fliadelfio Mondello, Villa Cacique |                                |
|                                       |           |           | - Joaquín Elía 60' - Martín Baier 84' | Árbitro(s): Marcos Altamiranda     | Árbitro(s): Marcos Altamiranda |

| Fecha 1 7 de noviembre de 2022, 20:30 | Velense                    | 1:1 (1:1) | Juarense                 | Miguel A. Ochoa, María Ignacia |                             |
|                                       | - Bernardo Altamiranda 17' |           | - Ramón Perco 21' (pen.) | Árbitro(s): Emanuel Mazzoni    | Árbitro(s): Emanuel Mazzoni |

| Fecha 2 11 de noviembre de 2022, 20:30 | Loma Negra             | 1:1 (1:0) | Velense                        | Fliadelfio Mondello, Villa Cacique |                              |
|                                        | - Martín Contreras 16' |           | - Bernardo Altamiranda 78' 90' | Árbitro(s): Joaquín Castillo       | Árbitro(s): Joaquín Castillo |

| Fecha 2 12 de noviembre de 2022, 20:30 | Juarense                                                                     | 1:1 (0:1) | Argentino                                 | Gastón Lafón, Benito Juárez |                          |
|                                        | - Santiago Díaz 61' - Martín Vidal Spikerman 73' - Ezequiel Iarussi 65', 88' |           | - Fermín Callejón 27' - Nicolás Rivas 90' | Árbitro(s): Matías Picot    | Árbitro(s): Matías Picot |

### Zona D
| Equipo               | Pts. | PJ | PG | PE | PP | GF | GC | DG |
| -------------------- | ---- | -- | -- | -- | -- | -- | -- | -- |
| Independiente        | 3    | 1  | 1  | 0  | 0  | 2  | 1  | 1  |
| Defensores del Cerro | 0    | 0  | 0  | 0  | 0  | 0  | 0  | 0  |
| Grupo Universitario  | 1    | 1  | 0  | 0  | 1  | 1  | 2  | -1 |

|  | Clasificados a los cuartos de final.         |
|  | Clasificados a la primera fase eliminatoria. |
|  | Eliminado de la competición.                 |

Partidos
| Fecha 1 4 de noviembre de 2022, 19:00 | Grupo Universitario   | 1:2 (1:0) | Independiente                          | Dámaso Latasa, Tandil        |                              |
|                                       | - Pablo Cerfoglia 21' |           | - Juan Turri 71' - Mariano Botella 86' | Árbitro(s): Joaquín Castillo | Árbitro(s): Joaquín Castillo |

### Zona E
| Equipo             | Pts. | PJ | PG | PE | PP | GF | GC | DG |
| ------------------ | ---- | -- | -- | -- | -- | -- | -- | -- |
| Santamarina        | 4    | 2  | 1  | 1  | 0  | 5  | 3  | 2  |
| Unión y Progreso   | 4    | 2  | 1  | 1  | 0  | 3  | 2  | 1  |
| Deportivo Tandil   | 1    | 2  | 0  | 1  | 1  | 2  | 3  | -1 |
| Gimnasia y Esgrima | 1    | 2  | 0  | 1  | 1  | 3  | 5  | -2 |

|  | Clasificados a los cuartos de final.         |
|  | Clasificados a la primera fase eliminatoria. |
|  | Eliminado de la competición.                 |

Partidos
| Fecha 1 6 de noviembre de 2022, 17:00 | Unión y Progreso | 1:1 (0:0) | Santamarina | Gral. San Martín, Tandil    |  |
|                                       |                  |           |             | Árbitro(s): Rodrigo Álvarez |  |

| Fecha 1 5 de noviembre de 2022, 21:00 | Gimnasia y Esgrima    | 1:1 (1:0) | Deportivo Tandil      | Gral. San Martín, Tandil |                         |
|                                       | - Lucio Fernández 39' |           | - Francisco Rivas 85' | Árbitro(s): Pablo Tevez  | Árbitro(s): Pablo Tevez |

| Fecha 2 11 de noviembre de 2022, 21:00 | Deportivo Tandil  | 1:2 (0:1) | Unión y Progreso                               | Dámaso Latasa, Tandil     |                           |
|                                        | - Simón Lavín 78' |           | - Felipe La Palma 43' - Clever Jesús Reyes 73' | Árbitro(s): Camila Romero | Árbitro(s): Camila Romero |

| Fecha 2 15 de noviembre de 2022, 19:00 | Santamarina                                                                     | 4:2 (1:1) | Gimnasia y Esgrima                                             | Gral. San Martín, Tandil     |                              |
|                                        | - Imanol Giménez 17' 73' (pen.) - Leandro Lombardozzo 82' - Bruno Marchioni 86' |           | - Tomás Viera 2' - Leonel Iriart 57' - Enzo Guillenea 46', 80' | Árbitro(s): Fernando Zabalza | Árbitro(s): Fernando Zabalza |

### Zona F
| Equipo          | Pts. | PJ | PG | PE | PP | GF | GC | DG |
| --------------- | ---- | -- | -- | -- | -- | -- | -- | -- |
| San José        | 1    | 1  | 1  | 0  | 0  | 2  | 1  | 1  |
| Excursionistas  | 1    | 1  | 0  | 1  | 0  | 1  | 1  | 0  |
| UNICEN          | 1    | 1  | 0  | 1  | 0  | 1  | 1  | 0  |
| Ferrocarril Sud | 1    | 1  | 0  | 0  | 1  | 1  | 2  | -1 |

|  | Clasificados a los cuartos de final.         |
|  | Clasificados a la primera fase eliminatoria. |
|  | Eliminado de la competición.                 |

Partidos
| Fecha 1 4 de noviembre de 2022, 21:00 | UNICEN | 1:1 (0:0) | Excursionistas | Dámaso Latasa, Tandil       |  |
|                                       |        |           |                | Árbitro(s): Rodrigo Álvarez |  |

| Fecha 1 5 de noviembre de 2022, 19:00 | San José                                                             | 2:1 (1:1) | Ferrocarril Sud                                   | Gral. San Martín, Tandil         |                                  |
|                                       | - Ramiro Arteagaveytía (padre) 12' - Ramiro Arteagaveytía (hijo) 56' |           | - Nicolás Gorosito 23' - Agustín Vallejo 62', 65' | Árbitro(s): Matías Picot Domenez | Árbitro(s): Matías Picot Domenez |